# Amudālavalasa
Amudālavalasa (telugu: ఆముదాలవలస) är en ort i Indien.   Den ligger i distriktet Srīkākulam och delstaten Andhra Pradesh, i den sydöstra delen av landet, 1 300 km sydost om huvudstaden New Delhi. Amudālavalasa ligger 36 meter över havet och antalet invånare är 39 124.
Terrängen runt Amudālavalasa är platt. Runt Amudālavalasa är det mycket tätbefolkat, med 1 411 invånare per kvadratkilometer. Närmaste större samhälle är Srikakulam, 12,4 km söder om Amudālavalasa. Trakten runt Amudālavalasa består till största delen av jordbruksmark.